# Scandinavisme

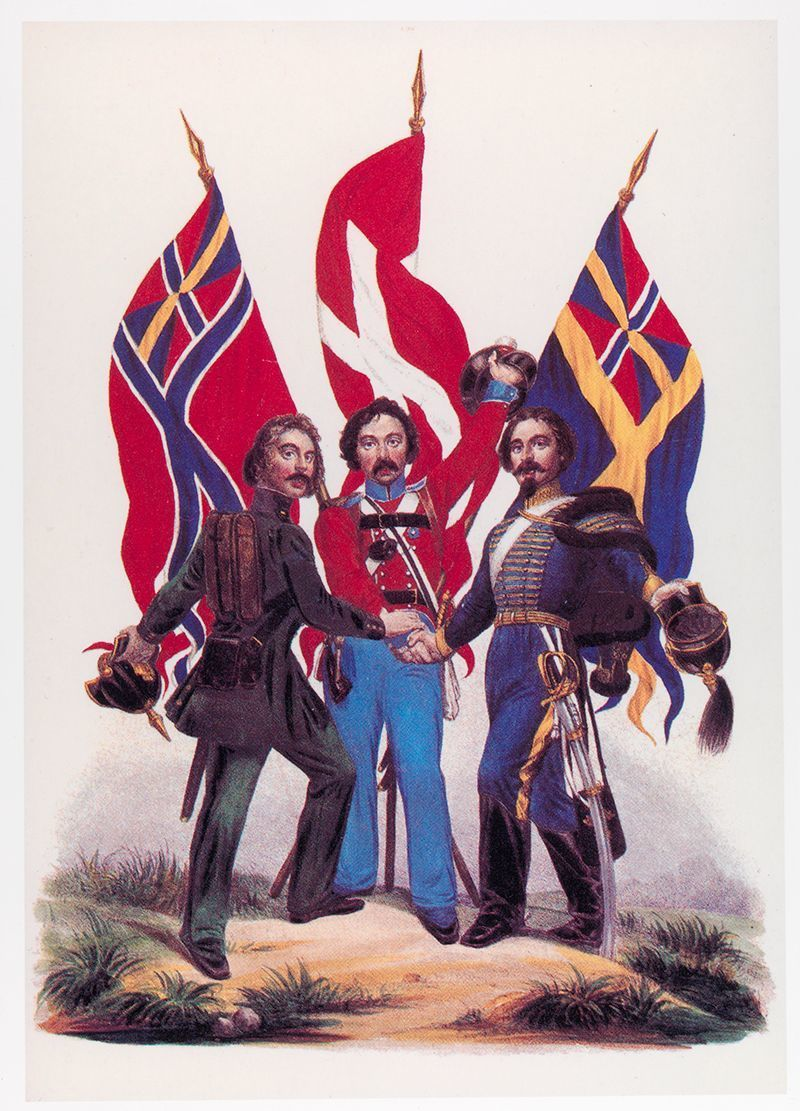
19e-eeuwse prent van een Noorse, Deense en Zweedse soldaat, die de handen ineen slaan

Scandinavisme  is een politieke beweging uit de 19e eeuw die de vereniging van de Scandinavische landen nastreefde, gebaseerd op de verwantschap van de talen, politiek en cultuur van de Scandinavische landen. De achtergrond was de bezorgdheid in Scandinavië voor het Pangermanisme uit Duitsland.